# Étienne Allegrain
Étienne Allegrain, född 19 mars 1644 i Paris i Frankrike, död 2 april 1736, var en fransk konstnär.
Étienne Allegrain härstammade från en fransk konstnärsfamilj och var en landskapsmålare som inspirerades av Nicolas Poussin och Claude Lorrain. Étienne Allegrain var förmodligen elev till Henri Mauperché och 1676 blev han invald i franska konstakademin (Académie Royale de peinture et de sculpture). År 1691 fullbordade han ett visst antal målningar; vyerna över Versailles slott och park.